# Río Issineru
El río Issineru es un arroyo en Guyana. Se encuentra en la región de Cuyuni-Mazaruni, en la parte noroeste del país, 250 km al oeste de la capital, Georgetown. Se localiza en la Guayana Esequiba, reclamada por Venezuela.
El clima de selva tropical prevalece en el área. La temperatura media anual en la zona es de 21 °C. El mes más cálido es septiembre, cuando la temperatura promedio es de 23 °C, y el más frío es enero, con 20 °C. La precipitación media anual es de 2.667 milímetros. El mes más lluvioso es junio, con un promedio de 343 mm de precipitación, y el más seco es septiembre, con 68 mm de precipitación.